# علی روغنی
علی روغنی (زاده ۲۱ ژانویه ۱۹۷۳ در ایران) یک تاجر آمریکائی ایرانی‌تبار است.
او به مدت ۹ سال در بخش مالی پیکسار کار کرد (از جمله به عنوان مدیر ارشد مالی)، و سپس به توئیتر رفت و به عنوان مدیر ارشد مالی و مدیر عملیات تا میانهٔ سال ۲۰۱۴ کار کرد.
او از نوامبر ۲۰۱۴ از شرکای پاره وقت وای کامبینیتر بوده‌است.